# كورلاند
كورلندا هي إحدى المقاطعات البلطيقية التي كانت موجودة في الإمبراطورية الروسية وتقع بين خط العرض 55° 45' شمالا وخطي الطول 21° و27° شرقا، ويحيط بها من الشمال الشرقي نهر دفينا الذي يفصلها عن حكومات فيتيبسك وليفونيا، وفي الشمال خليج ريغا وفي الغرب بحر البلطيق وفي الجنوب من بروسيا الشرقية وغوبرنيه كوفنو (كاوناس) الروسية.

## جغرافيا الإقليم

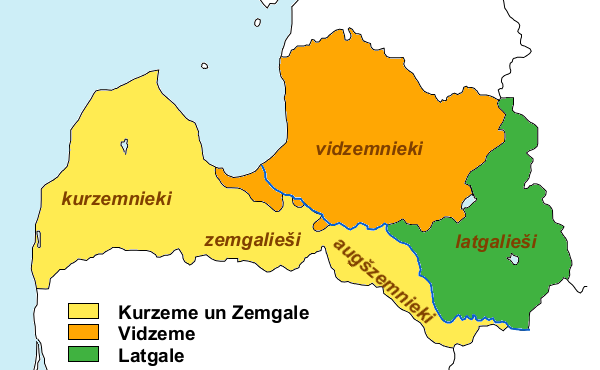
أقاليم وشعوب لاتفيا قديما، ويظهر إقليم كورلندا باللون الأصفر

مساحة المنطقة حوالي 27,286 كم مربع (10,535 ميل مربع) نحو 262 كم مربع (101 ميل مربع) منها من البحيرات، والسطح أغلبه منخفض ومتموج والسواحل مسطحة وتملؤها المستنقعات، والدواخل تميزها الكثبان المشجرة بأشجار الصنوبر والتنوب والبتولا والبلوط مع وجود العديد من المستنقعات والبحيرات وقطع الأراضي الخصبة. وترتفع الأرض حوالي 700 قدم (213 متر) عن سطح البحر، وهضبة ميتاو تقسم الإقليم إلى قسمين وهما الغربي وهو الخصب الكثيف سكانيا بينما الشرقي أقل خصوبة وسكانا، وثلث الإقليم يتكون من الغابات.
يخترق الإقليم مئة نهر، ثلاث منها وهي دفينا وأ (ليلوبي) وفينداو (فينتا) صالحة للملاحة وجميعها تتدفق نحو الشمال الغربي إلى البلطيق، ومناخ لإقليم رطب وضبابي متقلب بسبب وجود العديد من المستنقعات والبحيرات والشتاء حاد البرودة.

## الاقتصاد
الزراعة هي النشاط الرئيسي والمحاصيل الرئيسية هي الشيلم والشعير والشوفان والقمح والكتان والبطاطا. وأغلب الأرض كان يملكها النبلاء من أصل ألماني، وفي عام 1863 تم إصدار قانون يسمح للاتفيين الذين يشكلون غالب السكان لأن يملكوا المزارع التي كانوا يزرعونها وتم إنشاء مصارف خاصة لمساعدتهم وبهذا تم بيع 12,000 مزرعة إلى شاغليها، ولكن الأغلبية العظمى من الناس كانوا بلا أرض وعاشوا كعمال مأجورين وشغلوا وظائف متدنية اجتماعيا، والأملاك الزراعية الكبيرة كانت تتم إدارتها بالمهارة والعلوم، فكانت الفاكهة تنمو جيدا وكانت تربى فيها أفضل الماشية والخراف والخنازير.
كانت مدن ليباو (ليبايا) وميتاو (يلغافا) المراكز الصناعية الرئيسية وانتشرت فيها صناعات الحديد والآلات الزراعية ودباغة الجلود وصناعات الزجاج والصابون وغزل الكتان، والحديد والحجر الجيري هما أهم المواد والقليل من العنبر يوجد في الشواطئ، والميناءان الوحيدان هما ليباو وفينداو وبولانغن.

## السكان
| سكان كورلندا حسب العرقية (2010) | سكان كورلندا حسب العرقية (2010) | سكان كورلندا حسب العرقية (2010) | سكان كورلندا حسب العرقية (2010) | سكان كورلندا حسب العرقية (2010) |
| ------------------------------- | ------------------------------- | ------------------------------- | ------------------------------- | ------------------------------- |
|                                 |                                 |                                 |                                 |                                 |
| لاتفيون                         | لاتفيون                         |                                 | 74.2%                           | 74.2%                           |
| روس                             | روس                             |                                 | 15.2%                           | 15.2%                           |
| لتوانيون                        | لتوانيون                        |                                 | 2.9%                            | 2.9%                            |
| أوكرانيون                       | أوكرانيون                       |                                 | 2.7%                            | 2.7%                            |
| بيلاروسيون                      | بيلاروسيون                      |                                 | 2.1%                            | 2.1%                            |
| بولنديون                        | بولنديون                        |                                 | 0.7%                            | 0.7%                            |
| آخرون                           | آخرون                           |                                 | 2.2%                            | 2.2%                            |

تعداد السكان كان 619,154 عام 1870 وكان 674,437 عام 1897 منهم 345,756 من النساء وبما يقدر بتعداد 714,200 عام 1906، منهم 79% لاتفيون و8% ألمان و1.7% روس و1% بولنديون ولتوانيون ويضاف لهم حوالي 8% من اليهود وبعض الليفونيين وأكبر المدن كانت ميتاو عاصمة الإقليم وكان يقطنها 35,000 نسمة وليباو التي كان يسكنها 64,000 نسمة، ويتبع 76% من السكان الكنيسة اللوثرية بينما البقية تتبع الأرثودوكسية والكاثوليكية.

## تاريخ الإقليم

دوقية كورلندا وسيميغاليا العام 1740

سكن كورلندا قديما شعب يدعى الكور وهم شعب لاتفي تنصر على يد الحركة الدينية العسكرية المعروفة باسم أخوة السيف أو النظام الليفوني، وفي ذلك الوقت شكل دوقيتين هما كورلندا وسيمغالن، ووجدوا أنفسهم تحت ضغط دوقية موسكو الكبرى والفرسان التيوتون ففضلوا الخضوع للسيطرة البولندية عام 1561، وكان سيد الإقليم غوتهارد كيتلر (مات 1587) قد أصبح أول دوق لكورلندا، وعانى الإقليم في الحرب الروسية السويدية بين أعوام 1700 – 1709، ثم تزوج الدوق فريدريك وليام سليل كيتلر (مات 1711) من الأميرة آن ابنة أخ بطرس الأكبر (والتي أصبحت إمبراطورة لاحقا) عام 1710، فأصبح إقليم كورلندا على علاقة وثيقة بروسيا، أصبحت آن دوقة كورلندا من عام 1711 إلى 1730.
تم انتخاب موريس دي ساكس دوقا عام 1726 ولكنه استطاع أن يحافظ على مركزه بالسلاح لسنة واحدة فقط، ومات آخر أحفاد كيتلر وهو وليام دوق كورلندا عام 1737، وأعطت الإمبراطورة آن اللقب للمغامر الألماني بيرين الذي حظي بمكانة لديها، وشغل المنصب من 1737 إلى 1740 ومجددا من 1763 إلى موته عام 1772، وخلال القرن الثامن عشر بكامله تقريبا دمرت الحروب المتواصلة الإقليم وتقاتلت عليه روسيا وبولندا مرارا حتى عام 1795، حيث اتفق اجتماع النبلاء أن تكون تحت الحكم الروسي، وفي عام 1876 أصبحت أقاليم البلطيق الثلاثة وهي إستونيا وليفونيا وكورلندا مقاطعة واحدة.